# 8803 Kolyer
8803 Kolyer è un asteroide della fascia principale. Scoperto nel 1981, presenta un'orbita caratterizzata da un semiasse maggiore pari a 3,1646589 UA e da un'eccentricità di 0,1695987, inclinata di 1,14959° rispetto all'eclittica.